# Riglă flexibilă (instrument de desen)

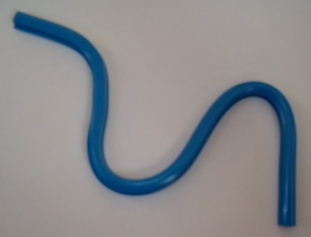
Riglă flexibilă Cobra

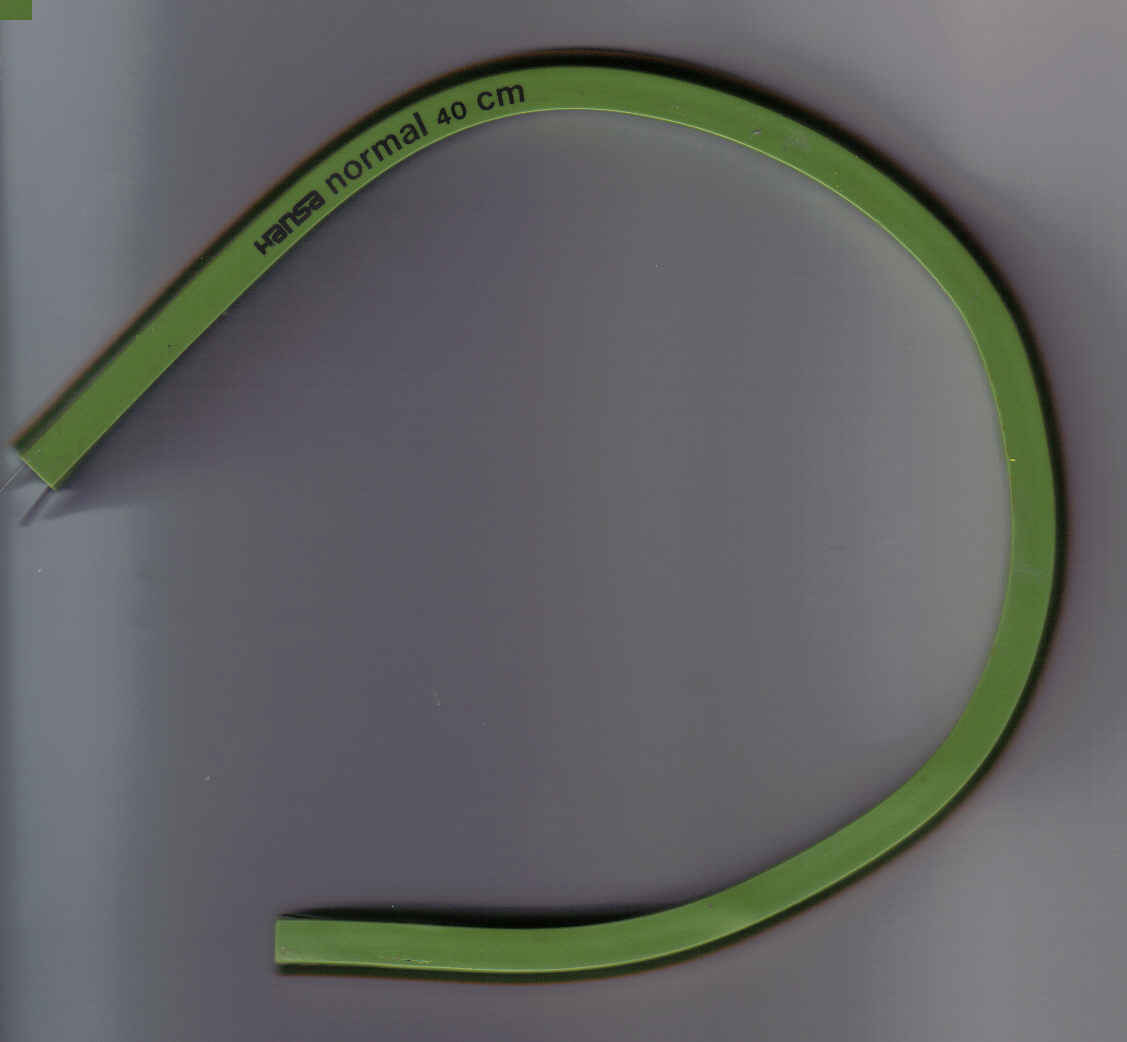
Riglă flexibilă cu miez de plumb

Rigla flexibilă numită la origine riglă de Lesbos este o riglă destinată trasării liniilor curbe de forme variabile. În Franța este denumită Cobra datorită formei ca de șarpe.

## Origine
În insula greacă Lesbos exista în antichitate un plumb deosebit de maleabil pe care arhitecții și constructorii l-au folosit să confecționeze o riglă suplă care permitea să facă un releveu după profile curbe pe care să le reproducă fidel.

## Utilizare
Rigla de Lesbos este utilizată în general în toate tipurile de activități tehnice sau artistice. Contrar florarelor care ne oferă o varietate limitată de linii curbe, impunând un număr mare de modele diferite, rigla flexibilă permite crearea manuală a oricărei forme de curbă, fie nou creată, fie copiată după o curbă existentă.
Actual aceste rigle sunt compuse dintr-un miez flexibil din plumb, acoperit cu o îmbrăcăminte din material plastic de secțiune pătrată, uneori dotată cu o margine anti-pată, pentru a nu se păta cu trăgătorul de tuș sau carioca.